# Bernie Williams
Bernard Williams, detto Bernie (Washington, 30 dicembre 1945 – 23 settembre 2003), è stato un cestista statunitense, professionista nella NBA e nella ABA.

## Carriera
È stato selezionato dai San Diego Rockets al secondo giro del Draft NBA 1969 (21ª scelta assoluta).